# Mikel Jauregizar
Mikel Jauregizar Alboniga (* 13. November 2003 in Bilbao) ist ein spanischer Fußballspieler, der als Mittelfeldspieler bei Athletic Bilbao unter Vertrag steht.

## Karriere

### Verein
Jauregizar begann seine Karriere beim baskischen Amateurverein Bermeo FT, für die er einmal in der Tercera División zum Einsatz kam. Am 1. April 2021 wechselte er in die Jugendakademie von Athletic Bilbao. Er sammelte zuerst Einsätze im Farmteam CD Basconia, bevor er in der die Saison 2023/24 in die zweite Mannschaft von Athletic Bilbao befördert wurde. Im Oktober 2023 begann er nach der Verletzung einiger Stammspieler mit dem Training der A-Mannschaft von Athletic Bilbao. Am 20. November 2023 verlängerte er seinen Vertrag mit dem Verein bis 2028.
Sein Profidebüt für Athletic Bilbao gab Jauregizar am 7. Dezember 2023 beim 3:0-Sieg in der Copa del Rey gegen CD Cayón als Einwechselspieler (er ersetzte seinen Freund und ehemaligen Bermeo-Kollegen Unai Gómez). Neun Tage später kam er bei seinem Debüt in La Liga, einem 2:0-Heimsieg gegen Atlético Madrid, erneut als Einwechselspieler. Nach einigen Einsätzen in La Liga und Copa del Rey (die von Bilbao gewonnen wurde) in der Saison 2024/25 kam Jauregizar in der folgenden Saison 2024/25 häufiger zum Einsatz und erkämpfte sich einen Stammplatz im Mittelfeld.

### Nationalmannschaft
Jauregizar gab sein Debüt für die U21-Nationalmannschaft Spaniens am 19. November 2024 bei einem Freundschaftsspiel gegen Dänemark.

## Titel
Verein
- Spanischer Pokalsieger: 2024